# Jerry Goldsmith
Jerrald King Goldsmith (10 tháng 2 năm 1929  –  21 tháng 7 năm 2004) là một nhà soạn nhạc và nhạc trưởng người Mỹ được biết đến nhiều nhất với công việc làm nhạc cho phim và truyền hình. Ông đã sáng tác nhạc cho các bộ phim như Star Trek: The Motion Picture và bốn bộ phim khác trong loạt phim Star Trek, The Sand Pebble, Logan's Run, Planet of the Apes, Patton, Papillon, Chinatown, The Wind and the Lion, The Omen, The Boys from Brazil, Capricorn One, Alien, Outland, Poltergeist, The Secret of NIMH, Gremlins, Hoosiers, Total Recall, Basic Instinct, Rudy, Air Force One, L.A. Confidential, Mulan, The Mummy, ba phim Rambo, và Explorers. Vào tháng 5 năm 1997, với việc phát hành The Lost World: Jurassic Park của Steven Spielberg, ông đã trở nên nổi tiếng hơn với người hâm mộ nhờ của logo khi bắt đầu phim của Universal Studios năm 1997, đây sẽ là một trong những biểu tượng âm nhạc phòng thu mang tính biểu tượng nhất mọi thời đại.
Ông đã hợp tác với một số đạo diễn tài ba nhất trong lịch sử điện ảnh, bao gồm Robert Wise, Howard Hawks, Otto Preminger, Joe Dante, Richard Donner, Roman Polanski, Ridley Scott, Michael Winner, Steven Spielberg, Paul Verhoeven và Franklin J. Schaffner. Tác phẩm của ông cho Donner và Scott cũng liên quan đến một số bản nhạc bị từ chối cho Timeline và một số bản nhạc được chỉnh sửa gây tranh cãi cho Alien, trong đó âm nhạc của Howard Hanson thay thế các bản nhạc cuói phim của Goldsmith và tác phẩm của Goldsmith trên Freud: The Pass Passion được sử dụng mà không có sự chấp thuận của ông trong một số cảnh.
Goldsmith đã được đề cử sáu giải Grammy, năm giải thưởng Primetime Emmy, chín giải Quả cầu vàng, bốn giải thưởng phim hàn lâm Anh và mười tám giải Oscar (ông chỉ giành được một giải Oscar, vào năm 1976, cho The Omen). Ông đã sáng tác  Paramount Pictures Fanfare được sử dụng từ năm 1976 đến năm 2011.